# Torneo Apertura 2006 (Chile)
El Campeonato Nacional de Apertura “BancoEstado” de Primera División de Fútbol Profesional, año 2006 fue el primer torneo de la temporada 2006 de la primera división chilena de fútbol. Comenzó el 27 de enero y finalizó el 2 de julio.
El trofeo fue ganado por Colo-Colo, tras derrotar a su clásico archirrival, la Universidad de Chile mediante los tiros desde el punto penal en la final disputada en el Estadio Nacional, ante más de 60.000 espectadores. Matías Fernández y Jorge Valdivia difundieron respectivamente los regates colocolinos «falsa rabona» y «tiro al vacío».
Este torneo contó con la particularidad de tener un número impar de equipos (19), debido a que el vigésimo participante, Deportes Concepción, fue suspendido de participar en la temporada 2006 del fútbol chileno, por problemas financieros. El equipo retornaría a la competencia para el Apertura 2007.

## Modalidad
El campeonato se jugó al estilo de los torneos de la Primera división mexicana. Los 19 equipos se enfrentan en modalidad "todos contra todos", en una Fase Clasificatoria.
Los equipos se agruparon en cuatro grupos (tres de cinco equipos y uno de cuatro), clasificando a segunda ronda (play-off) los dos mejores puntajes de cada grupo.
Existió, adicionalmente, la posibilidad de un "repechaje" en caso de que un tercero de grupo obtuviese un mejor puntaje en la clasificación general que el segundo de otro grupo. En este caso se jugaba un partido de repechaje en la cancha del equipo con mayor puntaje durante la Fase Clasificatoria.

## Equipos por región
| Región               | N.º | Equipos |
| -------------------- | --- | --- |
| Región Metropolitana | 7   | Audax Italiano, Colo-Colo, Palestino, Santiago Morning, Unión Española, Universidad Católica y Universidad de Chile |
| Antofagasta          | 2   | Cobreloa y Deportes Antofagasta                                                                                     |
| Coquimbo             | 2   | Coquimbo Unido y Deportes La Serena                                                                                 |
| Valparaíso           | 2   | Everton y Santiago Wanderers                                                                                        |
| Biobío               | 2   | Huachipato y Universidad de Concepción                                                                              |
| Atacama              | 1   | Cobresal |
| O'Higgins            | 1   | O'Higgins |
| Maule                | 1   | Rangers |
| Los Lagos            | 1   | Deportes Puerto Montt                                                                                               |

|
| Audax Italiano Universidad de Chile Colo-Colo Universidad Católica Unión Española Palestino Santiago Morning |

## Datos de los clubes
Fecha de actualización: 15 de mayo de 2006
| Equipo                    | Entrenador            | Estadio                    | Capacidad | Marca    | Patrocinador   |
| ------------------------- | --------------------- | -------------------------- | --------- | -------- | -------------- |
| Audax Italiano            | Raúl Toro             | Municipal de La Florida    | 8.500     | Diadora  | UDLA           |
| Cobreloa                  | Jorge Aravena         | Municipal de Calama        | 20.000    | Diadora  |                |
| Cobresal                  | Fernando Díaz         | El Cobre                   | 20.000    | Lotto    | Cristal        |
| Colo-Colo                 | Claudio Borghi        | Monumental                 | 62.500    | Umbro    | Cristal        |
| Coquimbo Unido            | Jorge Díaz            | Francisco Sánchez Rumoroso | 15.000    | Buzines  | Cristal        |
| Deportes Antofagasta      | Oscar Malbernat       | Regional de Antofagasta    | 26.339    | Training | Escondida      |
| Deportes La Serena        | Víctor Hugo Castañeda | La Portada                 | 18.500    | Training | Deca           |
| Deportes Puerto Montt     | Fernando Cavalleri    | Chinquihue                 | 13.000    | Training | Marine Harvest |
| Everton                   | Marcelo Espina        | Sausalito                  | 25.000    | Lotto    | Cristal        |
| Huachipato                | Arturo Salah          | Las Higueras               | 10.000    | Diadora  | Cristal        |
| O'Higgins                 | Jorge Garcés          | El Teniente                | 15.000    | Lotto    | Cristal        |
| Palestino                 | Daniel Salvador       | Municipal de La Cisterna   | 12.000    | Diadora  | Presto         |
| Rangers                   | Ramón Castro          | Fiscal de Talca            | 17.020    | Training | PF             |
| Santiago Morning          | Ivo Basay             | USACH                      | 3.000     | Lotto    | La Gran Guía   |
| Santiago Wanderers        | Hernán Godoy          | Playa Ancha                | 19.000    | Training |                |
| Unión Española            | Fernando Carvallo     | Santa Laura                | 25.000    | Diadora  | Cristal        |
| Universidad Católica      | Jorge Pellicer        | San Carlos de Apoquindo    | 20.000    | Nike     | Cristal        |
| Universidad de Chile      | Gustavo Huerta        | Nacional                   | 65.000    | Adidas   | Cristal        |
| Universidad de Concepción | Yuri Fernández        | Municipal de Concepción    | 35.000    | Lotto    | Salazar Israel |

Nota: Los técnicos debutantes en este torneo están en cursiva.

#### Cambios de entrenadores
Los entrenadores interinos aparecen en cursiva.
| Equipo                    | Entrenador      | Fechas        |
| ------------------------- | --------------- | ------------- |
| O'Higgins                 | Óscar Meneses   | 1 - 5         |
| O'Higgins                 | Ronald Yávar    | 6             |
| O'Higgins                 | Jorge Garcés    | 7 - Presente  |
| Rangers                   | Gerardo Reinoso | 1 - 11        |
| Rangers                   | Ramón Castro    | 12 - Presente |
| Santiago Wanderers        | Mario Soto      | 1 - 16        |
| Santiago Wanderers        | Hernán Godoy    | 17 - Presente |
| Universidad de Concepción | Gualberto Jara  | 1 - 9         |
| Universidad de Concepción | Yuri Fernández  | 10 - Presente |

## Fase Clasificatoria

### Grupo A
| Pos | Equipo                    | Pts | PJ | G | E | P  | GF | GC | DIF |
| --- | ------------------------- | --- | -- | - | - | -- | -- | -- | --- |
| 1   | Universidad de Concepción | 33  | 18 | 9 | 6 | 3  | 31 | 23 | +8  |
| 2   | Audax Italiano            | 32  | 18 | 9 | 5 | 4  | 32 | 22 | +10 |
| 3   | Universidad Católica      | 32  | 18 | 9 | 5 | 4  | 27 | 20 | +7  |
| 4   | Cobresal                  | 22  | 18 | 6 | 4 | 8  | 26 | 32 | -6  |
| 5   | Santiago Wanderers        | 17  | 18 | 5 | 2 | 11 | 16 | 30 | -14 |

### Grupo B
| Pos | Equipo               | Pts | PJ | G  | E | P  | GF | GC | DIF |
| --- | -------------------- | --- | -- | -- | - | -- | -- | -- | --- |
| 1   | Universidad de Chile | 35  | 18 | 10 | 5 | 3  | 27 | 20 | +7  |
| 2   | Deportes La Serena   | 22  | 18 | 5  | 7 | 6  | 32 | 31 | +1  |
| 3   | Everton              | 21  | 18 | 5  | 6 | 7  | 20 | 27 | -7  |
| 4   | Coquimbo Unido       | 17  | 18 | 3  | 8 | 7  | 16 | 26 | -10 |
| 5   | Santiago Morning     | 12  | 18 | 2  | 6 | 10 | 15 | 31 | -16 |

### Grupo C
| Pos | Equipo                | Pts | PJ | G  | E | P | GF | GC | DIF |
| --- | --------------------- | --- | -- | -- | - | - | -- | -- | --- |
| 1   | Colo-Colo             | 40  | 18 | 13 | 1 | 4 | 54 | 22 | +32 |
| 2   | Cobreloa              | 30  | 18 | 9  | 3 | 6 | 32 | 24 | +8  |
| 3   | Unión Española        | 28  | 18 | 8  | 4 | 6 | 24 | 21 | +3  |
| 4   | Deportes Antofagasta  | 21  | 18 | 5  | 6 | 7 | 26 | 31 | -5  |
| 5   | Deportes Puerto Montt | 17  | 18 | 4  | 5 | 9 | 33 | 32 | +1  |

### Grupo D
| Pos | Equipo     | Pts | PJ | G  | E | P  | GF | GC | DIF |
| --- | ---------- | --- | -- | -- | - | -- | -- | -- | --- |
| 1   | Huachipato | 36  | 18 | 11 | 3 | 4  | 32 | 19 | +13 |
| 2   | O'Higgins  | 21  | 18 | 5  | 6 | 7  | 20 | 25 | -5  |
| 3   | Palestino  | 16  | 18 | 4  | 4 | 10 | 22 | 35 | -13 |
| 4   | Rangers    | 16  | 18 | 4  | 4 | 10 | 26 | 40 | -14 |

 Pts=Puntos; PJ=Partidos jugados; G=Partidos ganados; E=Partidos empatados; P=Partidos perdidos; GF=Goles a favor; GC=Goles en contra; DIF=Diferencia de gol
|  | Clasificado a cuartos de final |
|  | Clasificado a repechaje        |

### Tabla general
| Pos | Equipo                    | Pts | PJ | G  | E | P  | GF | GC | DIF |
| --- | ------------------------- | --- | -- | -- | - | -- | -- | -- | --- |
| 1   | Colo-Colo                 | 40  | 18 | 13 | 1 | 4  | 54 | 22 | +32 |
| 2   | Huachipato                | 36  | 18 | 11 | 3 | 4  | 32 | 19 | +13 |
| 3   | Universidad de Chile      | 35  | 18 | 10 | 5 | 3  | 27 | 20 | +7  |
| 4   | Universidad de Concepción | 33  | 18 | 9  | 6 | 3  | 31 | 23 | +8  |
| 5   | Audax Italiano            | 32  | 18 | 9  | 5 | 4  | 32 | 22 | +10 |
| 6   | Universidad Católica      | 32  | 18 | 9  | 5 | 4  | 27 | 20 | +7  |
| 7   | Cobreloa                  | 30  | 18 | 9  | 3 | 6  | 32 | 24 | +8  |
| 8   | Unión Española            | 28  | 18 | 8  | 4 | 6  | 24 | 21 | +3  |
| 9   | Deportes La Serena        | 22  | 18 | 5  | 7 | 6  | 32 | 31 | +1  |
| 10  | Cobresal                  | 22  | 18 | 6  | 4 | 8  | 26 | 32 | -6  |
| 11  | Deportes Antofagasta      | 21  | 18 | 5  | 6 | 7  | 26 | 31 | -5  |
| 12  | O'Higgins                 | 21  | 18 | 5  | 6 | 7  | 20 | 25 | -5  |
| 13  | Everton                   | 21  | 18 | 5  | 6 | 7  | 20 | 27 | -7  |
| 14  | Deportes Puerto Montt     | 17  | 18 | 4  | 5 | 9  | 33 | 32 | +1  |
| 15  | Coquimbo Unido            | 17  | 18 | 3  | 8 | 7  | 16 | 26 | -10 |
| 16  | Santiago Wanderers        | 17  | 18 | 5  | 2 | 11 | 16 | 30 | -14 |
| 17  | Palestino                 | 16  | 18 | 4  | 4 | 10 | 22 | 35 | -13 |
| 18  | Rangers                   | 16  | 18 | 4  | 4 | 10 | 26 | 40 | -14 |
| 19  | Santiago Morning          | 12  | 18 | 2  | 6 | 10 | 15 | 31 | -16 |

|  | Clasificaron a la Fase preliminar de la Copa Sudamericana 2006. |

### Estadísticas
- El equipo con mayor cantidad de partidos ganados: Colo-Colo 13 triunfos.
- El equipo con menor cantidad de partidos perdidos: Club Universidad de Chile y Universidad de Concepción 3 derrotas.
- El equipo con menor cantidad de partidos ganados: Santiago Morning 2 triunfos.
- El equipo con mayor cantidad de partidos perdidos: Santiago Wanderers 11 derrotas.
- El equipo con mayor cantidad de empates: Coquimbo Unido 8 empates.
- El equipo con menor cantidad de empates: Colo-Colo 1 empate.
- El equipo más goleador del torneo: Colo-Colo 54 goles a favor.
- El equipo más goleado del torneo: Rangers 40 goles en contra.
- El equipo menos goleado del torneo: Huachipato 19 goles en contra.
- El equipo menos goleador del torneo: Santiago Morning 15 goles a favor.
- Mejor diferencia de gol del torneo: Colo-Colo convirtió 32 goles más de los que recibió.
- Peor diferencia de gol del torneo: Santiago Morning recibió 16 goles más de los que convirtió.
- Mayor goleada del torneo: Colo-Colo 5-0 Santiago Wanderers (fecha 6), Colo-Colo 7-2 Rangers (fecha 10).

## Resultados
| O'Higgins                        | 1 - 3 | Colo-Colo                 | El Teniente                | 27 de enero | 21:30 | CDF |
| Palestino                        | 3 - 0 | Santiago Wanderers        | Santa Laura                | 28 de enero | 17:00 | CDF |
| Huachipato                       | 2 - 0 | Deportes Antofagasta      | Las Higueras               | 28 de enero | 17:00 |     |
| Deportes Puerto Montt            | 0 - 3 | Audax Italiano            | Chinquihue                 | 28 de enero | 19:00 |     |
| Universidad de Chile             | 1 - 0 | Unión Española            | Nacional                   | 28 de enero | 20:00 | CDF |
| Coquimbo Unido                   | 1 - 1 | Universidad de Concepción | Francisco Sánchez Rumoroso | 28 de enero | 22:00 |     |
| Cobresal                         | 2 - 4 | Cobreloa                  | El Cobre                   | 29 de enero | 17:00 |     |
| Santiago Morning                 | 4 - 3 | Rangers                   | USACH                      | 29 de enero | 17:30 |     |
| Everton                          | 1 - 0 | Universidad Católica      | Sausalito                  | 29 de enero | 22:00 | CDF |
| Equipo libre: Deportes La Serena |       |                           |                            |             |       |     |

| Audax Italiano               | 3 - 0 | Everton               | Municipal de La Florida | 3 de febrero | 20:00 | CDF |
| Santiago Wanderers           | 0 - 0 | O'Higgins             | Playa Ancha             | 4 de febrero | 15:00 |     |
| Rangers                      | 1 - 2 | Universidad de Chile  | Fiscal de Talca         | 4 de febrero | 18:00 | CDF |
| Universidad Católica         | 1 - 1 | Deportes Puerto Montt | San Carlos de Apoquindo | 4 de febrero | 21:00 | CDF |
| Cobreloa                     | 3 - 1 | Coquimbo Unido        | Municipal de Calama     | 5 de febrero | 17:00 |     |
| Deportes Antofagasta         | 3 - 1 | Palestino             | Regional de Antofagasta | 5 de febrero | 17:30 |     |
| Colo-Colo                    | 0 - 2 | Huachipato            | Monumental              | 5 de febrero | 18:00 | CDF |
| Universidad de Concepción    | 1 - 0 | Santiago Morning      | Municipal de Concepción | 5 de febrero | 18:00 |     |
| Deportes La Serena           | 1 - 1 | Cobresal              | La Portada              | 5 de febrero | 21:00 |     |
| Equipo libre: Unión Española |       |                       |                         |              |       |     |

| Santiago Morning                 | 1 - 1 | Cobreloa                  | Santa Laura             | 10 de febrero | 20:00 | CDF |
| Huachipato                       | 1 - 3 | Audax Italiano            | Las Higueras            | 11 de febrero | 17:00 |     |
| Palestino                        | 3 - 1 | Coquimbo Unido            | Santa Laura             | 11 de febrero | 18:00 |     |
| Universidad Católica             | 2 - 1 | Unión Española            | San Carlos de Apoquindo | 11 de febrero | 18:00 | CDF |
| Deportes Puerto Montt            | 4 - 1 | Rangers                   | Chinquihue              | 11 de febrero | 19:00 |     |
| O'Higgins                        | 0 - 1 | Cobresal                  | El Teniente             | 11 de febrero | 20:00 |     |
| Everton                          | 2 - 0 | Deportes Antofagasta      | Sausalito               | 11 de febrero | 21:00 |     |
| Deportes La Serena               | 3 - 3 | Colo-Colo                 | La Portada              | 11 de febrero | 21:00 | CDF |
| Universidad de Chile             | 2 - 1 | Universidad de Concepción | Nacional                | 12 de febrero | 18:00 | CDF |
| Equipo libre: Santiago Wanderers |       |                           |                         |               |       |     |

| Unión Española            | 1 - 0 | Huachipato            | Santa Laura                | 17 de febrero | 20:00 | CDF |
| Rangers                   | 1 - 0 | Deportes La Serena    | Fiscal de Talca            | 18 de febrero | 15:00 |     |
| Colo-Colo                 | 5 - 3 | Everton               | Monumental                 | 18 de febrero | 18:00 | CDF |
| Audax Italiano            | 3 - 0 | O'Higgins             | Municipal de La Florida    | 18 de febrero | 20:00 |     |
| Coquimbo Unido            | 1 - 1 | Universidad Católica  | Francisco Sánchez Rumoroso | 18 de febrero | 21:00 | CDF |
| Cobresal                  | 3 - 2 | Deportes Puerto Montt | El Cobre                   | 19 de febrero | 16:15 |     |
| Deportes Antofagasta      | 1 - 1 | Santiago Morning      | Regional de Antofagasta    | 19 de febrero | 17:30 |     |
| Universidad de Concepción | 3 - 2 | Palestino             | Municipal de Concepción    | 19 de febrero | 18:00 |     |
| Santiago Wanderers        | 0 - 1 | Universidad de Chile  | Playa Ancha                | 19 de febrero | 18:00 | CDF |
| Equipo libre: Cobreloa    |       |                       |                            |               |       |     |

| Universidad de Chile                    | 2 - 2 | Audax Italiano       | Santa Laura             | 24 de febrero | 20:00 | CDF |
| Huachipato                              | 2 - 0 | Everton              | Las Higueras            | 25 de febrero | 17:00 |     |
| Santiago Morning                        | 1 - 1 | Cobresal             | USACH                   | 25 de febrero | 18:00 |     |
| Deportes Puerto Montt                   | 0 - 1 | Coquimbo Unido       | Chinquihue              | 25 de febrero | 18:00 | CDF |
| O'Higgins                               | 0 - 3 | Cobreloa             | El Teniente             | 25 de febrero | 20:00 |     |
| Deportes La Serena                      | 3 - 0 | Unión Española       | La Portada              | 25 de febrero | 21:00 |     |
| Palestino                               | 1 - 4 | Colo-Colo            | Santa Laura             | 25 de febrero | 21:00 | CDF |
| Santiago Wanderers                      | 1 - 1 | Rangers              | Playa Ancha             | 26 de febrero | 15:30 |     |
| Universidad Católica                    | 5 - 2 | Deportes Antofagasta | San Carlos de Apoquindo | 26 de febrero | 18:00 | CDF |
| Equipo libre: Universidad de Concepción |       |                      |                         |               |       |     |

| Audax Italiano            | 3 - 2 | Deportes La Serena   | Municipal de La Florida    | 3 de marzo | 20:00 | CDF |
| Cobreloa                  | 2 - 3 | Universidad Católica | Municipal de Calama        | 4 de marzo | 18:00 | CDF |
| Coquimbo Unido            | 2 - 2 | Huachipato           | Francisco Sánchez Rumoroso | 4 de marzo | 21:00 |     |
| Colo-Colo                 | 5 - 0 | Santiago Wanderers   | Monumental                 | 4 de marzo | 21:00 | CDF |
| Deportes Puerto Montt     | 3 - 1 | Santiago Morning     | Chinquihue                 | 5 de marzo | 12:00 |     |
| Deportes Antofagasta      | 1 - 2 | O'Higgins            | Regional de Antofagasta    | 5 de marzo | 18:00 |     |
| Universidad de Concepción | 1 - 3 | Rangers              | Municipal de Concepción    | 5 de marzo | 18:00 |     |
| Cobresal                  | 3 - 3 | Universidad de Chile | El Cobre                   | 5 de marzo | 18:00 | CDF |
| Unión Española            | 2 - 3 | Palestino            | Santa Laura                | 5 de marzo | 18:00 |     |
| Equipo libre: Everton     |       |                      |                            |            |       |     |

| Santiago Morning        | 1 - 2 | Audax Italiano            | Santa Laura     | 10 de marzo | 20:00 | CDF |
| Cobresal                | 0 - 0 | Everton                   | El Cobre        | 11 de marzo | 16:00 |     |
| Huachipato              | 4 - 2 | Cobreloa                  | Las Higueras    | 11 de marzo | 17:00 | CDF |
| O'Higgins               | 0 - 2 | Universidad de Concepción | El Teniente     | 11 de marzo | 20:00 |     |
| Deportes La Serena      | 3 - 1 | Deportes Antofagasta      | La Portada      | 11 de marzo | 21:00 |     |
| Rangers                 | 1 - 3 | Unión Española            | Fiscal de Talca | 11 de marzo | 21:00 |     |
| Santiago Wanderers      | 2 - 1 | Coquimbo Unido            | Playa Ancha     | 12 de marzo | 16:00 |     |
| Universidad de Chile    | 2 - 1 | Deportes Puerto Montt     | Nacional        | 12 de marzo | 16:00 | CDF |
| Palestino               | 0 - 1 | Universidad Católica      | Santa Laura     | 12 de marzo | 18:30 | CDF |
| Equipo libre: Colo-Colo |       |                           |                 |             |       |     |

| Universidad Católica         | 2 - 0 | Deportes La Serena    | San Carlos de Apoquindo    | 17 de marzo | 20:00 | CDF |
| Huachipato                   | 3 - 1 | Santiago Morning      | Las Higueras               | 18 de marzo | 15:30 | CDF |
| Unión Española               | 1 - 0 | Santiago Wanderers    | Santa Laura                | 18 de marzo | 17:00 |     |
| Colo-Colo                    | 3 - 0 | Cobresal              | Monumental                 | 18 de marzo | 18:30 | CDF |
| Coquimbo Unido               | 2 - 1 | O'Higgins             | Francisco Sánchez Rumoroso | 18 de marzo | 20:00 |     |
| Cobreloa                     | 5 - 1 | Rangers               | Municipal de Calama        | 19 de marzo | 16:00 |     |
| Universidad de Concepción    | 2 - 2 | Deportes Puerto Montt | Municipal de Concepción    | 19 de marzo | 17:00 |     |
| Deportes Antofagasta         | 0 - 1 | Universidad de Chile  | Regional de Antofagasta    | 19 de marzo | 17:00 | CDF |
| Everton                      | 1 - 1 | Palestino             | Sausalito                  | 19 de marzo | 17:00 |     |
| Equipo libre: Audax Italiano |       |                       |                            |             |       |     |

| Unión Española                     | 1 - 0 | Universidad de Concepción | Santa Laura     | 24 de marzo | 20:00 |     |
| Rangers                            | 3 - 0 | Audax Italiano            | Fiscal de Talca | 24 de marzo | 20:00 | CDF |
| O'Higgins                          | 2 - 2 | Universidad Católica      | El Teniente     | 25 de marzo | 19:00 | CDF |
| Deportes La Serena                 | 1 - 2 | Huachipato                | La Portada      | 25 de marzo | 20:30 |     |
| Deportes Puerto Montt              | 1 - 1 | Everton                   | Chinquihue      | 26 de marzo | 12:00 |     |
| Cobresal                           | 2 - 0 | Coquimbo Unido            | El Cobre        | 26 de marzo | 16:30 |     |
| Santiago Wanderers                 | 3 - 0 | Cobreloa                  | Playa Ancha     | 26 de marzo | 16:30 |     |
| Universidad de Chile               | 2 - 1 | Palestino                 | Nacional        | 26 de marzo | 17:00 | CDF |
| Santiago Morning                   | 0 - 3 | Colo-Colo                 | Nacional        | 11 de mayo  | 20:00 | CDF |
| Equipo libre: Deportes Antofagasta |       |                           |                 |             |       |     |

| Universidad de Concepción          | 2 - 1 | Cobresal              | Municipal de Concepción    | 31 de marzo | 20:00 | CDF |
| Huachipato                         | 2 - 0 | Universidad de Chile  | Las Higueras               | 1 de abril  | 15:30 | CDF |
| Cobreloa                           | 2 - 2 | Deportes La Serena    | Municipal de Calama        | 1 de abril  | 16:00 |     |
| Palestino                          | 1 - 5 | Deportes Puerto Montt | Municipal de La Cisterna   | 1 de abril  | 16:00 |     |
| Coquimbo Unido                     | 1 - 1 | Santiago Morning      | Francisco Sánchez Rumoroso | 1 de abril  | 20:00 |     |
| Deportes Antofagasta               | 2 - 1 | Santiago Wanderers    | Regional de Antofagasta    | 2 de abril  | 16:00 |     |
| Everton                            | 0 - 2 | O'Higgins             | Sausalito                  | 2 de abril  | 17:00 |     |
| Colo-Colo                          | 7 - 2 | Rangers               | Monumental                 | 2 de abril  | 17:00 | CDF |
| Audax Italiano                     | 1 - 1 | Unión Española        | Municipal de La Florida    | 2 de abril  | 19:30 | CDF |
| Equipo libre: Universidad Católica |       |                       |                            |             |       |     |

| Unión Española                      | 3 - 3 | Everton              | Santa Laura                | 7 de abril | 20:00 |     |
| Santiago Wanderers                  | 1 - 0 | Huachipato           | Playa Ancha                | 8 de abril | 17:00 | CDF |
| O'Higgins                           | 3 - 2 | Deportes La Serena   | El Teniente                | 8 de abril | 19:00 |     |
| Universidad de Concepción           | 1 - 0 | Cobreloa             | Municipal de Concepción    | 8 de abril | 19:00 |     |
| Coquimbo Unido                      | 1 - 0 | Audax Italiano       | Francisco Sánchez Rumoroso | 8 de abril | 20:00 | CDF |
| Rangers                             | 2 - 2 | Deportes Antofagasta | Fiscal de Talca            | 8 de abril | 20:00 |     |
| Universidad de Chile                | 1 - 3 | Colo-Colo            | Nacional                   | 9 de abril | 16:00 | CDF |
| Cobresal                            | 4 - 0 | Palestino            | El Cobre                   | 9 de abril | 16:30 |     |
| Santiago Morning                    | 1 - 0 | Universidad Católica | Santa Laura                | 9 de abril | 19:00 | CDF |
| Equipo libre: Deportes Puerto Montt |       |                      |                            |            |       |     |

| Deportes La Serena           | 2 - 1 | Santiago Wanderers        | La Portada               | 13 de abril | 21:00 |     |
| Cobreloa                     | 1 - 0 | Unión Española            | Municipal de Calama      | 14 de abril | 19:30 |     |
| Universidad Católica         | 2 - 1 | Rangers                   | San Carlos de Apoquindo  | 15 de abril | 15:30 | CDF |
| Palestino                    | 1 - 0 | Santiago Morning          | Municipal de La Cisterna | 15 de abril | 16:00 |     |
| Universidad de Chile         | 2 - 2 | O'Higgins                 | Santa Laura              | 15 de abril | 18:30 | CDF |
| Huachipato                   | 3 - 2 | Deportes Puerto Montt     | Las Higueras             | 16 de abril | 15:30 | CDF |
| Deportes Antofagasta         | 3 - 1 | Cobresal                  | Regional de Antofagasta  | 16 de abril | 16:00 |     |
| Everton                      | 1 - 2 | Universidad de Concepción | Sausalito                | 16 de abril | 16:30 |     |
| Audax Italiano               | 1 - 3 | Colo-Colo                 | Nacional                 | 16 de abril | 18:00 | CDF |
| Equipo libre: Coquimbo Unido |       |                           |                          |             |       |     |

| Cobresal                  | 1 - 2 | Huachipato           | El Cobre                   | 21 de abril | 20:00 | CDF |
| Santiago Wanderers        | 1 - 2 | Audax Italiano       | Playa Ancha                | 22 de abril | 15:30 | CDF |
| Palestino                 | 0 - 2 | Cobreloa             | Municipal de La Cisterna   | 22 de abril | 16:00 |     |
| Universidad de Concepción | 2 - 2 | Deportes Antofagasta | Municipal de Concepción    | 22 de abril | 18:00 |     |
| Coquimbo Unido            | 0 - 0 | Universidad de Chile | Francisco Sánchez Rumoroso | 22 de abril | 18:30 | CDF |
| O'Higgins                 | 1 - 3 | Unión Española       | El Teniente                | 22 de abril | 19:00 |     |
| Santiago Morning          | 1 - 2 | Everton              | USACH                      | 23 de abril | 12:00 |     |
| Deportes Puerto Montt     | 2 - 3 | Deportes La Serena   | Chinquihue                 | 23 de abril | 12:00 |     |
| Colo-Colo                 | 2 - 3 | Universidad Católica | Monumental                 | 23 de abril | 16:00 | CDF |
| Equipo libre: Rangers     |       |                      |                            |             |       |     |

| Unión Española          | 1 - 0 | Colo-Colo                 | Nacional                | 29 de abril | 16:00 | CDF |
| Rangers                 | 1 - 2 | Cobresal                  | Fiscal de Talca         | 29 de abril | 16:00 |     |
| Universidad Católica    | 0 - 2 | Santiago Wanderers        | San Carlos de Apoquindo | 29 de abril | 18:30 | CDF |
| Deportes La Serena      | 1 - 1 | Universidad de Concepción | La Portada              | 29 de abril | 20:00 |     |
| Huachipato              | 1 - 0 | Palestino                 | Las Higueras            | 30 de abril | 15:00 | CDF |
| Cobreloa                | 2 - 1 | Deportes Puerto Montt     | Municipal de Calama     | 30 de abril | 16:00 |     |
| Deportes Antofagasta    | 1 - 1 | Audax Italiano            | Regional de Antofagasta | 30 de abril | 16:00 |     |
| Universidad de Chile    | 2 - 0 | Santiago Morning          | Nacional                | 30 de abril | 17:30 | CDF |
| Everton                 | 1 - 0 | Coquimbo Unido            | Sausalito               | 30 de abril | 19:00 |     |
| Equipo libre: O'Higgins |       |                           |                         |             |       |     |

| Audax Italiano            | 0 - 0 | Universidad Católica | Municipal de La Florida    | 6 de mayo | 16:00 | CDF |
| O'Higgins                 | 2 - 0 | Rangers              | El Teniente                | 6 de mayo | 19:00 |     |
| Universidad de Concepción | 2 - 2 | Huachipato           | Municipal de Concepción    | 6 de mayo | 19:00 | CDF |
| Coquimbo Unido            | 1 - 1 | Unión Española       | Francisco Sánchez Rumoroso | 6 de mayo | 20:00 |     |
| Santiago Morning          | 2 - 2 | Deportes La Serena   | USACH                      | 7 de mayo | 12:00 |     |
| Deportes Puerto Montt     | 3 - 3 | Deportes Antofagasta | Chinquihue                 | 7 de mayo | 14:00 |     |
| Colo-Colo                 | 2 - 0 | Cobreloa             | Monumental                 | 7 de mayo | 16:00 | CDF |
| Cobresal                  | 2 - 1 | Santiago Wanderers   | El Cobre                   | 7 de mayo | 16:30 |     |
| Everton                   | 1 - 1 | Universidad de Chile | Sausalito                  | 7 de mayo | 18:30 | CDF |
| Equipo libre: Palestino   |       |                      |                            |           |       |     |

| Rangers                        | 1 - 3 | Huachipato                | Fiscal de Talca         | 13 de mayo | 15:30 | CDF |
| Unión Española                 | 3 - 0 | Cobresal                  | Santa Laura             | 13 de mayo | 18:00 | CDF |
| Audax Italiano                 | 2 - 2 | Palestino                 | Municipal de La Florida | 13 de mayo | 18:30 |     |
| O'Higgins                      | 1 - 1 | Deportes Puerto Montt     | El Teniente             | 13 de mayo | 19:00 |     |
| Deportes La Serena             | 2 - 2 | Everton                   | La Portada              | 13 de mayo | 20:00 |     |
| Universidad Católica           | 0 - 2 | Universidad de Chile      | Nacional                | 14 de mayo | 15:30 | CDF |
| Deportes Antofagasta           | 1 - 1 | Cobreloa                  | Regional de Antofagasta | 14 de mayo | 16:00 |     |
| Santiago Wanderers             | 1 - 4 | Universidad de Concepción | Playa Ancha             | 14 de mayo | 16:00 |     |
| Colo-Colo                      | 5 - 1 | Coquimbo Unido            | Monumental              | 14 de mayo | 18:00 | CDF |
| Equipo libre: Santiago Morning |       |                           |                         |            |       |     |

| Universidad de Chile      | 2 - 1 | Deportes La Serena   | Nacional                   | 18 de mayo | 19:30 | CDF |
| Deportes Puerto Montt     | 0 - 1 | Colo-Colo            | Chinquihue                 | 19 de mayo | 20:00 | CDF |
| Universidad de Concepción | 1 - 1 | Universidad Católica | Municipal de Concepción    | 20 de mayo | 15:30 | CDF |
| Palestino                 | 2 - 2 | Rangers              | Municipal de La Cisterna   | 20 de mayo | 15:30 |     |
| Everton                   | 2 - 0 | Santiago Wanderers   | Sausalito                  | 20 de mayo | 18:30 |     |
| Coquimbo Unido            | 0 - 1 | Deportes Antofagasta | Francisco Sánchez Rumoroso | 20 de mayo | 20:30 |     |
| Santiago Morning          | 0 - 0 | Unión Española       | USACH                      | 21 de mayo | 15:30 |     |
| Huachipato                | 0 - 0 | O'Higgins            | Las Higueras               | 21 de mayo | 15:30 | CDF |
| Cobreloa                  | 0 - 1 | Audax Italiano       | Municipal de Calama        | 21 de mayo | 16:00 |     |
| Equipo libre: Cobresal    |       |                      |                            |            |       |     |

| Cobreloa                 | 2 - 1 | Universidad de Chile      | Municipal de Calama     | 27 de mayo | 15:30 | CDF |
| Audax Italiano           | 1 - 2 | Universidad de Concepción | Municipal de La Florida | 27 de mayo | 18:00 | CDF |
| Unión Española           | 3 - 1 | Deportes Puerto Montt     | Santa Laura             | 27 de mayo | 18:00 |     |
| O'Higgins                | 0 - 0 | Palestino                 | El Teniente             | 27 de mayo | 19:00 |     |
| Santiago Wanderers       | 2 - 0 | Santiago Morning          | Playa Ancha             | 28 de mayo | 12:00 |     |
| Colo-Colo                | 3 - 0 | Deportes Antofagasta      | Monumental              | 28 de mayo | 15:30 | CDF |
| Rangers                  | 2 - 0 | Everton                   | Fiscal de Talca         | 28 de mayo | 16:00 |     |
| Universidad Católica     | 2 - 0 | Cobresal                  | San Carlos de Apoquindo | 28 de mayo | 18:00 | CDF |
| Deportes La Serena       | 2 - 2 | Coquimbo Unido            | La Portada              | 31 de mayo | 12:00 |     |
| Equipo libre: Huachipato |       |                           |                         |            |       |     |

| Deportes Puerto Montt              | 4 - 0 | Santiago Wanderers   | Chinquihue                 | 3 de junio | 15:00 |     |
| Huachipato                         | 1 - 2 | Universidad Católica | Las Higueras               | 3 de junio | 15:30 | CDF |
| Coquimbo Unido                     | 0 - 0 | Rangers              | Francisco Sánchez Rumoroso | 3 de junio | 18:00 |     |
| Everton                            | 0 - 2 | Cobreloa             | Sausalito                  | 4 de junio | 12:00 | CDF |
| Palestino                          | 1 - 2 | Deportes La Serena   | Municipal de La Cisterna   | 4 de junio | 12:00 |     |
| Santiago Morning                   | 0 - 3 | O'Higgins            | USACH                      | 4 de junio | 12:00 |     |
| Deportes Antofagasta               | 3 - 0 | Unión Española       | Regional de Antofagasta    | 4 de junio | 12:00 |     |
| Universidad de Concepción          | 3 - 2 | Colo-Colo            | Municipal de Concepción    | 4 de junio | 15:30 | CDF |
| Cobresal                           | 2 - 4 | Audax Italiano       | El Cobre                   | 4 de junio | 18:30 | CDF |
| Equipo libre: Universidad de Chile |       |                      |                            |            |       |     |

## Play-offs
Al concluir la fase regular, los primeros de cada grupo más los mejores segundos (2) clasificaron automáticamente a los play-offs para disputar el título del Torneo Apertura 2006 enfrentándose en partidos de ida y vuelta, aunque sí se necesitaban 8 para completar todos los clasificados, los cuales iban a salir entre el 3° del Grupo A (Universidad Católica), el 2° del Grupo B (Deportes La Serena), el 3° del Grupo C (Unión Española) y el 2° del Grupo D (O'Higgins) enfrentándose en un duelo ida en la cancha del equipo con mejor puntaje, terminaron tomando los últimos 2 cupos cruzados e hispanos tras eliminar a los rancagüinos y granates respectivamente. Las parejas de cuartos de final fueron el 1° contra el 8°, el 2° contra el 7°, el 3° contra el 6° y el 4° contra el 5°.
|  | Cuartos de final          | Cuartos de final          | Cuartos de final     |   |            | Semifinales       | Semifinales       | Semifinales       |  |  | Final                    | Final                    | Final                    |
|  | 10 al 18 de junio         | 10 al 18 de junio         | 10 al 18 de junio    |   |            | 21 al 25 de junio | 21 al 25 de junio | 21 al 25 de junio |  |  | 28 de junio y 2 de julio | 28 de junio y 2 de julio | 28 de junio y 2 de julio |
|  |                           |                           |                      |   |            |                   |                   |                   |  |  |                          |                          |                          |
|  | Colo-Colo                 | 4                         | 5                    |   |            |                   |                   |                   |  |  |                          |                          |                          |
|  | Unión Española            | 0                         | 0                    |   |            |                   |                   |                   |  |  |                          |                          |                          |
|  | Unión Española            | 0                         | 0                    |   | Colo-Colo  | 4                 | 2                 |                   |  |  |                          |                          |                          |
|  |                           |                           |                      |   | Colo-Colo  | 4                 | 2                 |                   |  |  |                          |                          |                          |
|  |                           | Universidad de Concepción | 3                    | 0 |            |                   |                   |                   |  |  |                          |                          |                          |
|  | Universidad de Concepción | Universidad de Concepción | 3                    | 0 | 1          | 2                 |                   |                   |  |  |                          |                          |                          |
|  | Universidad de Concepción |                           |                      |   | 1          | 2                 |                   |                   |  |  |                          |                          |                          |
|  | Audax Italiano            | 2                         | 0                    |   |            |                   |                   |                   |  |  |                          |                          |                          |
|  |                           |                           |                      |   |            |                   |                   |                   |  |  | Colo-Colo (p)            | 2                        | 0 (4)                    |
|  |                           |                           | Universidad de Chile | 1 | 1 (2)      |                   |                   |                   |  |  |                          |                          |                          |
|  | Huachipato                | 1                         | 4                    |   |            |                   |                   |                   |  |  |                          |                          |                          |
|  | Cobreloa                  | 3                         | 0                    |   |            |                   |                   |                   |  |  |                          |                          |                          |
|  | Cobreloa                  | 3                         | 0                    |   | Huachipato | 1                 | 2                 |                   |  |  |                          |                          |                          |
|  |                           |                           |                      |   | Huachipato | 1                 | 2                 |                   |  |  |                          |                          |                          |
|  |                           | Universidad de Chile      | 6                    | 2 |            |                   |                   |                   |  |  |                          |                          |                          |
|  | Universidad de Chile      | Universidad de Chile      | 6                    | 2 | 2          | 3                 |                   |                   |  |  |                          |                          |                          |
|  | Universidad de Chile      |                           |                      |   | 2          | 3                 |                   |                   |  |  |                          |                          |                          |
|  | Universidad Católica      | 2                         | 1                    |   |            |                   |                   |                   |  |  |                          |                          |                          |

- Nota: En cada llave, el equipo que ocupa la primera línea es el que definió la serie como local.

### Repechaje
| Unión Española       | 2 - 2 | Deportes La Serena | Santa Laura             | Pablo Pozo    | 7 de junio | 20:00 | CDF |
| Universidad Católica | 1 - 1 | O'Higgins          | San Carlos de Apoquindo | Enrique Osses | 9 de junio | 19:30 | CDF |

### Cuartos de final
| Cobreloa             | 3 - 1 | Huachipato                | Municipal de Calama     | Manuel Acosta | 10 de junio | 15:30 | CDF |
| Unión Española       | 0 - 4 | Colo-Colo                 | Santa Laura             | Rubén Selmán  | 11 de junio | 15:30 | CDF |
| Audax Italiano       | 2 - 1 | Universidad de Concepción | Municipal de La Florida | Claudio Puga  | 11 de junio | 18:30 | CDF |
| Universidad Católica | 2 - 2 | Universidad de Chile      | Nacional                | Pablo Pozo    | 13 de junio | 16:00 | CDF |

| Huachipato                | 4 - 0 | Cobreloa             | Las Higueras            | Eduardo Ponce | 17 de junio | 15:30 | CDF |
| Colo-Colo                 | 5 - 0 | Unión Española       | Monumental              | Jorge Osorio  | 17 de junio | 20:30 | CDF |
| Universidad de Chile      | 3 - 1 | Universidad Católica | Nacional                | Rubén Selmán  | 18 de junio | 17:00 | CDF |
| Universidad de Concepción | 2 - 0 | Audax Italiano       | Municipal de Concepción | Enrique Osses | 18 de junio | 19:30 | CDF |

### Semifinales
| Universidad de Concepción | 3 - 4 | Colo-Colo  | Municipal de Concepción | Pablo Pozo    | 21 de junio | 19:00 | CDF |
| Universidad de Chile      | 6 - 1 | Huachipato | Nacional                | Enrique Osses | 22 de junio | 19:00 | CDF |

| Huachipato | 2 - 2 | Universidad de Chile      | Las Higueras | Rubén Selmán  | 25 de junio | 15:30 | CDF |
| Colo-Colo  | 2 - 0 | Universidad de Concepción | Monumental   | Enrique Osses | 25 de junio | 18:15 | CDF |

### Final
| Universidad de Chile | 1 - 2 | Colo-Colo | Nacional | Pablo Pozo | 28 de junio | 16:00 | CDF |

| Colo-Colo | 0(4) - (2)1 | Universidad de Chile | Nacional | Rubén Selmán | 2 de julio | 16:00 | CDF |

## Campeón
| Archivo:Escudo del Club Social y Deportivo Colo Colo.png |
| Campeón Colo-Colo 24.º título                            |
|                                                          |

## Estadísticas

### Goleadores
| Jugador              | Jugador           | Goles | Equipo                |
| -------------------- | ----------------- | ----- | --------------------- |
| Bandera de Chile     | Humberto Suazo    | 19    | Colo-Colo             |
| Bandera de Chile     | Matías Fernández  | 14    | Colo-Colo             |
| Bandera de Chile     | Juan Quiroga      | 13    | Cobresal              |
| Bandera de Chile     | Leonardo Monje    | 13    | Deportes Puerto Montt |
| Bandera de Chile     | Rodrigo Millar    | 13    | Huachipato            |
| Bandera de Chile     | Héctor Mancilla   | 12    | Colo-Colo             |
| Bandera de Colombia  | Herly Alcázar     | 11    | Universidad de Chile  |
| Bandera de Chile     | Carlos Villanueva | 10    | Audax Italiano        |
| Bandera de Argentina | José Luis Díaz    | 10    | Cobreloa              |

### Tripletas, pókers o manos
Aquí se encuentra la lista de tripletas o hat-tricks, póker de goles y manos (en general, tres o más goles anotados por un jugador en un mismo encuentro) convertidos durante el torneo:
| Fecha      | Jugador           | Goles | Local                 | Resultado | Visitante             | Jornada                   |
| ---------- | ----------------- | ----- | --------------------- | --------- | --------------------- | ------------------------- |
| 28/01/2006 | Carlos Villanueva |       | Deportes Puerto Montt | 0 - 3     | Audax Italiano        | 1                         |
| 11/02/2006 | Leonardo Monje    |       | Deportes Puerto Montt | 4 - 1     | Rangers               | 3                         |
| 18/02/2006 | Cristián Uribe    |       | Colo-Colo             | 5 - 3     | Everton               | 4                         |
| 11/03/2006 | Rodrigo Millar    |       | Huachipato            | 4 - 2     | Cobreloa              | 7                         |
| 26/03/2006 | Silvio Fernández  |       | Santiago Wanderers    | 3 - 0     | Cobreloa              | 9                         |
| 01/04/2006 | Leonardo Monje    |       | Palestino             | 1 - 5     | Deportes Puerto Montt | 10                        |
| 08/04/2006 | Joel Soto         |       | O'Higgins             | 3 - 2     | Deportes La Serena    | 11                        |
| 16/04/2006 | Humberto Suazo    |       | Audax Italiano        | 1 - 3     | Colo-Colo             | 12                        |
| 10/06/2006 | Alexis Sánchez    |       | Cobreloa              | 3 - 1     | Huachipato            | Cuartos de final (ida)    |
| 17/06/2006 | Rodrigo Millar    |       | Huachipato            | 4 - 0     | Cobreloa              | Cuartos de final (vuelta) |

### Autogoles
| Autogoles           | Autogoles      | Autogoles            | Autogoles | Autogoles |
| Jugador             | Equipo         | Favorecido           | Goles     | Fecha     |
| ------------------- | -------------- | -------------------- | --------- | --------- |
| Horacio Del Valle   | Huachipato     | Deportes Antofagasta | 1         | 6         |
| Héctor Santibáñez   | Rangers        | Unión Española       | 1         | 7         |
| Rodrigo Ramírez     | O'Higgins      | Universidad Católica | 1         | 9         |
| Miguel Ángel Romero | Audax Italiano | Palestino            | 1         | 16        |

## Clasificación aCopa Sudamericana 2006
Clasificaron a este torneo continental:
- Colo-Colo: 1º lugar en la Fase Clasificatoria.
- Huachipato: 2º lugar en la Fase Clasificatoria.

## Clasificación aCopa Libertadores 2007
Clasificaron a este torneo continental:
- Colo-Colo: por ser el campeón del Torneo de Apertura 2006 tras vencer en la final a la Universidad de Chile. Clasificó como Chile 1.